# Asłan Karacew
Asłan Kazbiekowicz Karacew, ros. Аслан Казбекович Карацев (ur. 4 września 1993 we Władykaukazie) – rosyjski tenisista, srebrny medalista igrzysk olimpijskich z Tokio (2020) w grze mieszanej, reprezentant kraju w Pucharze Davisa. Pierwszy tenisista, który osiągnął półfinał w wielkoszlemowym debiucie.

## Życie prywatne
Karacew urodził się we Władykaukazie, ale w wieku trzech lat przeprowadził się z rodzicami do Izraela, gdzie również trenował. Jego babka ze strony matki była Żydówką. Prawie dziesięć lat później, z powodu braku wsparcia ze strony Izraelskiego Związku Tenisowego, powrócił razem z ojcem do Rosji, natomiast jego matka i siostra pozostały w Izraelu. Przedstawiciele tego związku próbowali potem, choć nieskutecznie, namówić Karacewa do gry dla Izraela na arenie międzynarodowej.

## Kariera tenisowa
Wygrał trzy turnieje o randze ATP Challenger Tour w grze pojedynczej.
Po raz pierwszy do drabinki głównej rozgrywek Wielkiego Szlema zakwalifikował się podczas Australian Open 2021. W trzeciej rundzie zawodów singlowych pokonał rozstawionego z numerem ósmym Diego Schwartzmana, następnie zaś wygrał z Félixem Augerem-Aliassimem. W ćwierćfinale triumfował nad Grigorem Dimitrowem, a jego przeciwnikiem w meczu o finał okazał się lider rankingu Novak Đoković, z którym Rosjanin przegrał w trzech setach. Karacew był drugim w historii kwalifikantem, który osiągnął półfinał Australian Open, oraz pierwszym zawodnikiem, który osiągnął półfinał w swoim wielkoszlemowym debiucie. Był również najniżej sklasyfikowanym półfinalistą Australian Open od czasów Patricka McEnroe’a w 1991 roku, a także najniżej sklasyfikowanym półfinalistą w Wielkim Szlemie od czasów Gorana Ivaniševicia na Wimbledonie 2001.
W cyklu ATP Tour zwyciężył w trzech turniejach w grze pojedynczej oraz w jednym turnieju w grze podwójnej. Ponadto przegrał dwa finały w grze pojedynczej i jeden w grze podwójnej.
W 2021 roku Rosjanin przegrał w finale gry mieszanej podczas French Open, a jego partnerką była Jelena Wiesnina. Razem z Wiesniną zdobyli też srebrny medal na igrzyskach olimpijskich w Tokio w konkurencji gry mieszanej.
W lipcu 2016 zadebiutował w reprezentacji Rosji w Pucharze Davisa. W 2021 roku zwyciężył razem z drużyną w turnieju ATP Cup.
Na Letniej Uniwersjadzie 2015 zdobył srebrny medal w grze pojedynczej oraz brązowe medale w grze mieszanej i w grze drużynowej. Podczas kolejnej uniwersjady zwyciężył w zawodach gry podwójnej oraz ponownie osiągnął trzecie miejsce w grze drużynowej.
W rankingu gry pojedynczej Karacew najwyżej był na 14. miejscu (7 lutego 2022), a w klasyfikacji gry podwójnej na 76. pozycji (16 maja 2022).

### Finały w turniejach ATP Tour
| Legenda                                      |
| -------------------------------------------- |
| Wielki Szlem                                 |
| Igrzyska olimpijskie                         |
| Tennis Masters Cup / ATP Finals              |
| ATP Masters Series / ATP Tour Masters 1000   |
| ATP International Series Gold / ATP Tour 500 |
| ATP International Series / ATP Tour 250      |

#### Gra pojedyncza (3–2)
| Końcowy wynik | Nr | Data                 | Turniej | Nawierzchnia  | Przeciwnik        | Wynik finału     |
| ------------- | -- | -------------------- | ------- | ------------- | ----------------- | ---------------- |
| Zwycięzca     | 1. | 20 marca 2021        | Dubaj   | Twarda        | Lloyd Harris      | 6:3, 6:2         |
| Finalista     | 1. | 25 kwietnia 2021     | Belgrad | Ceglana       | Matteo Berrettini | 1:6, 6:3, 6:7(0) |
| Zwycięzca     | 2. | 24 października 2021 | Moskwa  | Twarda (hala) | Marin Čilić       | 6:2, 6:4         |
| Zwycięzca     | 3. | 15 stycznia 2022     | Sydney  | Twarda        | Andy Murray       | 6:3, 6:3         |
| Finalista     | 2. | 22 października 2023 | Tokio   | Twarda        | Ben Shelton       | 5:7, 1:6         |

#### Gra podwójna (1–1)
| Końcowy wynik | Nr | Data                 | Turniej      | Nawierzchnia | Partner        | Przeciwnicy                   | Wynik finału |
| ------------- | -- | -------------------- | ------------ | ------------ | -------------- | ----------------------------- | ------------ |
| Zwycięzca     | 1. | 12 marca 2021        | Doha         | Twarda       | Andriej Rublow | Marcus Daniell Philipp Oswald | 7:5, 6:4     |
| Finalista     | 1. | 16 października 2021 | Indian Wells | Twarda       | Andriej Rublow | John Peers Filip Polášek      | 3:6, 6:7(5)  |

#### Gra mieszana (0–2)
| Końcowy wynik | Nr | Data            | Turniej            | Nawierzchnia | Partnerka       | Przeciwnicy                             | Wynik finału       |
| ------------- | -- | --------------- | ------------------ | ------------ | --------------- | --------------------------------------- | ------------------ |
| Finalista     | 1. | 10 czerwca 2021 | French Open, Paryż | Ceglana      | Jelena Wiesnina | Desirae Krawczyk Joe Salisbury          | 6:2, 4:6, 5–10     |
| Finalista     | 2. | 1 sierpnia 2021 | Tokio              | Twarda       | Jelena Wiesnina | Anastasija Pawluczenkowa Andriej Rublow | 3:6, 7:6(5), 11–13 |